# Шарль Кольбер
Шарль Кольбер, маркіз де Круасі (фр. Charles Colbert, marquis de Croissy), (1625—1696), французький дипломат.

## Біографія
Народився в 1625 році.
У 1668 — був одним із головних діячів конференції по підготовці Аахенського миру.
З 1668 — посол Франції в Лондоні, де домовився про укладання договору проти Нідерландів.
З 1679 — президент паризького парламенту.
З 1679 по 1696 — міністр закордонних справ Франції.
У 1696 — вів переговори, що призвели до укладання Рейсвейкського миру.
У 1696 — помер в Парижі (Франція).